# 弦楽四重奏曲第2番 (スメタナ)
《弦楽四重奏曲 第2番 ニ短調》は、ベドルジハ・スメタナが、梅毒性の深刻な聴覚障害に見舞われながらも、1883年に完成させた室内楽曲。《弦楽四重奏曲 第1番》に同じく、「わが生涯より」という副題が付けられることもあるが、本作では作曲者自身がそのように命名したわけではない。
1882年後半から作曲を開始し、1883年3月12日に完成した。初演は、1884年1月3日にプラハで行われた。

## 概要
作曲当時のスメタナは、重い精神障害にも見舞われていたため、すでに伝統的な楽曲構成をとることは出来なくなっていたが、それでも自由な形式の中に激しい表現衝動と悲愴で真摯な内容を封じ込めることに成功した。その意味で表現主義音楽の先駆と呼ぶことができ、実際にシェーンベルクは、この作品に啓発されたことを認めたという。
スメタナ自身、第1楽章作曲時に友人に宛てた手紙で、
第1楽章の構成については、自分で大いに疑問を持っています。大変特異な形式のもので、それを把握することは難しい。楽章全体に精神錯乱の感じがいきわたり、演奏者にとってはすこぶる扱いにくいものになりそうです（原文ママ）。
と述べている。

## 楽曲構成
以下の4つの楽章からなる。
1. Allegro
2. Allegro moderato
3. Allegro non più moderato
4. Presto - Allegro